# 西能生テレビ中継局
西能生テレビ中継局（にしのうテレビちゅうけいきょく）は、新潟県糸魚川市に設置されていたテレビ中継局である。

## 中継局概要

### アナログテレビ放送
| チャンネル 番号 | 放送局名     | 空中線 番号       | ERP                | 偏波面   | 放送対象地域 | 放送区域 内世帯数 | 運用開始日      |
| --------------- | ------------ | ----------------- | ------------------ | -------- | ------------ | ----------------- | --------------- |
| 46              | NHK 新潟教育 | 映像1W/ 音声250mW | 映像5.6W/ 音声1.4W | 水平偏波 | 全国         | 1236世帯          | 1974年 8月23日  |
| 48              | NHK 新潟総合 | 映像1W/ 音声250mW | 映像5.6W/ 音声1.4W | 水平偏波 | 新潟県       | 1236世帯          | 1974年 8月23日  |
| 50              | BSN 新潟放送 | 映像1W/ 音声250mW | -                  | 水平偏波 | 新潟県       | 1236世帯          | 1976年 12月21日 |

- 所在地： 糸魚川市太平寺（糸魚川市営能生野球場）
- NHKの中継局は2011年7月24日をもって廃止された。BSNの廃止時期は不詳。